# Schwielenwelse
Die Schwielenwelse (Callichthyinae) sind eine von zwei Unterfamilien der Panzer- und Schwielenwelse (Callichthyidae). Sie kommen im nördlichen und mittleren Südamerika südlich bis zum Río de la Plata und mit einer Art auch auf der pazifischen Seite Panamas (Hoplosternum punctatum) sowie mit vier Arten auf Trinidad vor.

## Merkmale
Schwielenwelse sind im Allgemeinen größer als die Vertreter ihrer Schwestergruppe, der Panzerwelse (Corydoradinae), und erreichen Körperlängen von 9 bis 22 cm. Ihr Körper ist gestreckter, im Querschnitt eher rund oder oval und nicht seitlich abgeflacht. Ihre Barteln, ein bis zwei Paar an der Oberlippe und ein bis zwei Paar an der Unterlippe, sind lang und werden nach vorn abgespreizt getragen.

## Lebensweise
Schwielenwelse kommen oft in sehr sauerstoffarmen Gewässern vor und können über das Maul atmosphärische Luft zu sich nehmen. Nachts und bei hoher Luftfeuchtigkeit sind sie in der Lage mit Hilfe ihrer langen, kräftigen Bauchflossenstrahlen das Gewässer zu verlassen, kurze Strecken an Land zu überwinden und in einen günstigeren Lebensraum zu wechseln. Im Unterschied zu den substratlaichenden Panzerwelsen bauen die Schwielenwelse zur Fortpflanzung ein Schaumnest.

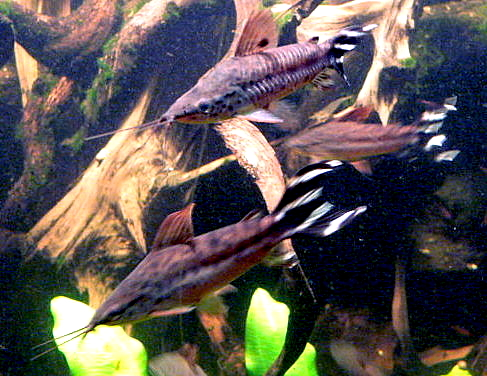
Dianema urostriata

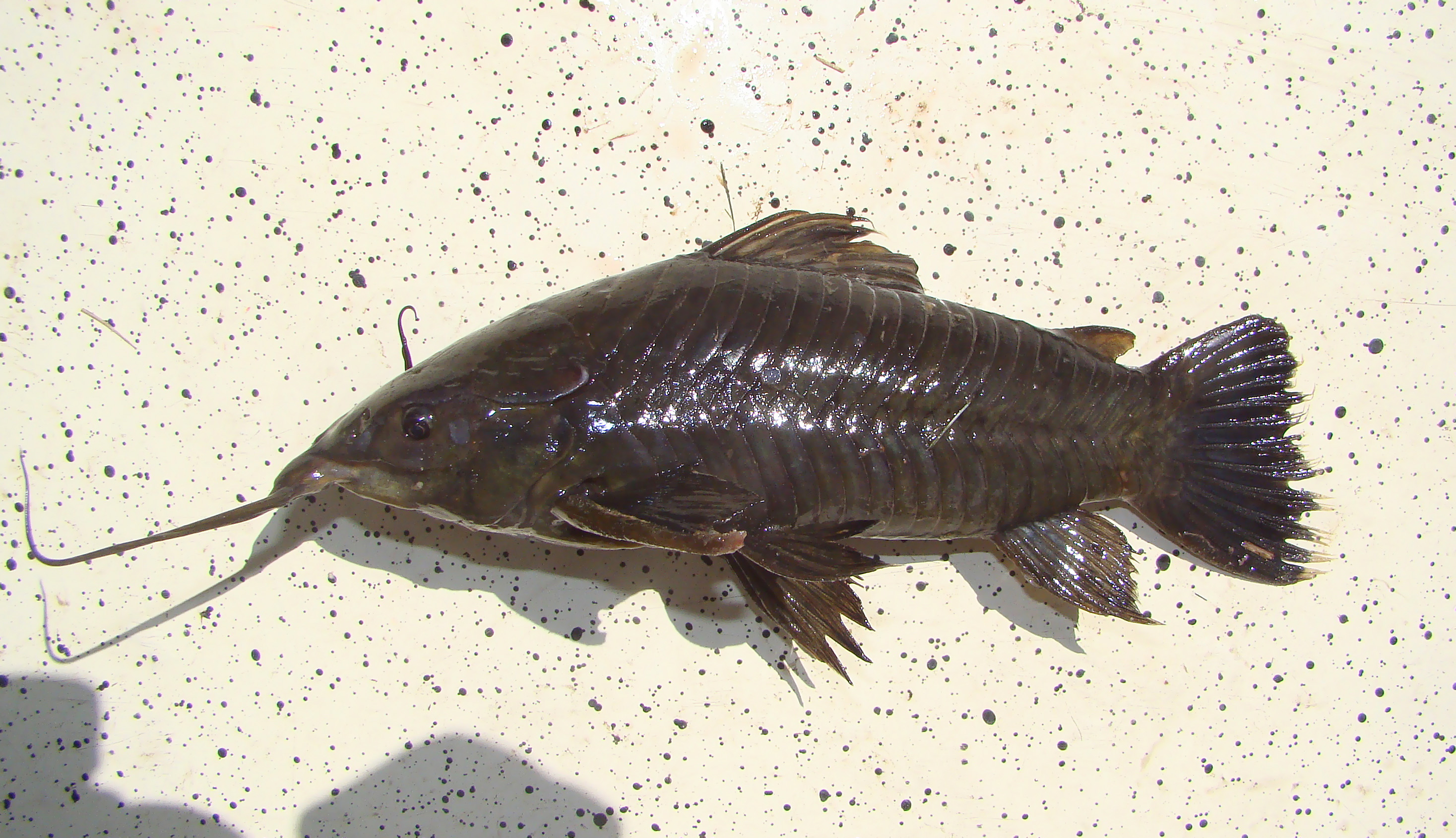
Hoplosternum littorale

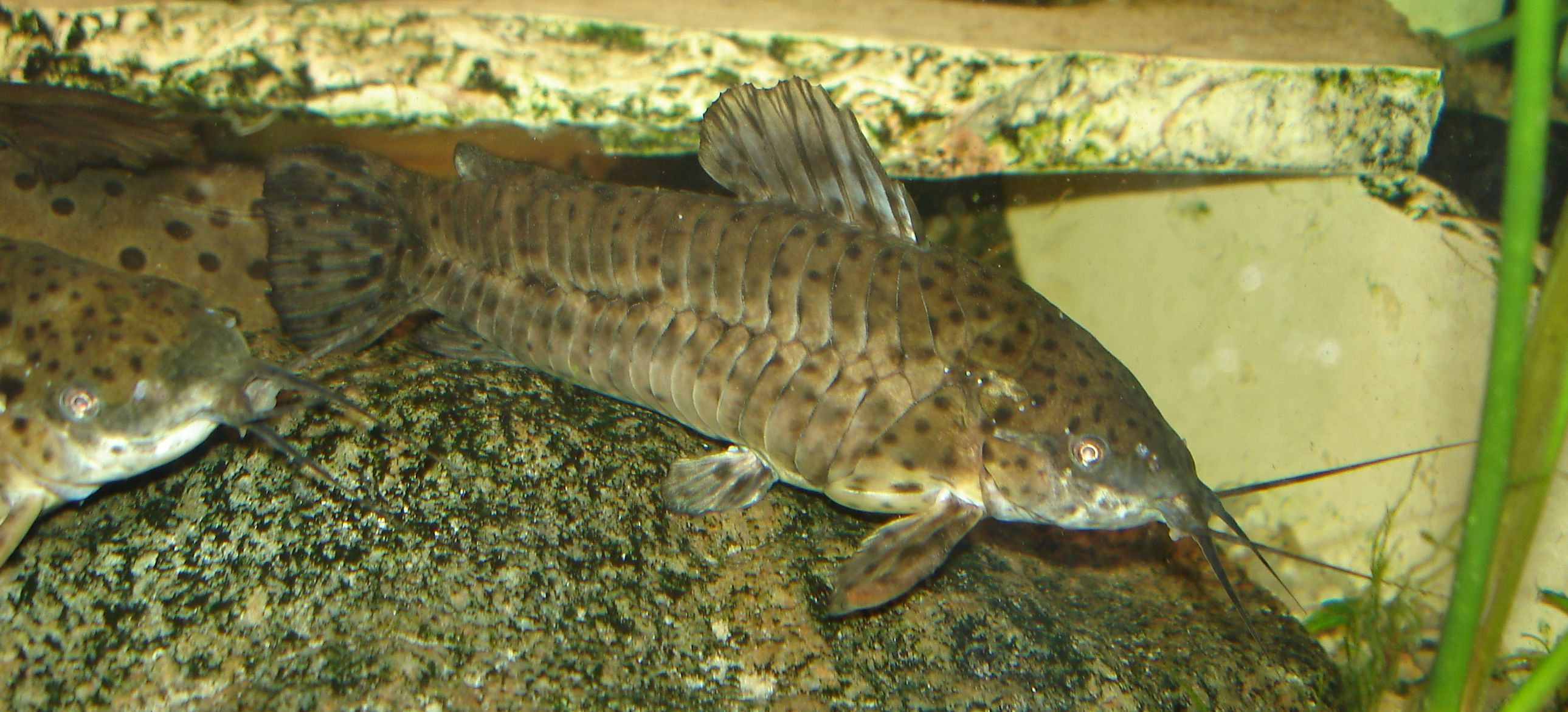
Megalechis thoracata

## Gattungen und Arten
Es gibt 5 Gattungen mit insgesamt 17 Arten:
- Callichthys Scopoli, 1777
  - Callichthys callichthys (Linnaeus, 1758)
  - Callichthys fabricioi Román-Valencia, Lehmann A. & Muñoz, 1999
  - Callichthys oibaensis Ardila Rodríguez, 2006
  - Callichthys serralabium Lehmann A. & Reis, 2004
- Dianema Cope, 1871
  - Schwielen-Torpedowels (Dianema longibarbis Cope, 1872)
  - Schwanzstreifen-Torpedowels (Dianema urostriata (Miranda-Ribeiro, 1912))
- Hoplosternum Gill, 1858
  - Hoplosternum littorale (Hancock, 1828)
  - Hoplosternum magdalenae Eigenmann in Ellis, 1913
  - Hoplosternum punctatum Meek & Hildebrand, 1916
- Lepthoplosternum Reis, 1997
  - Lepthoplosternum altamazonicum Reis, 1997
  - Lepthoplosternum beni Reis, 1997
  - Lepthoplosternum pectorale (Boulenger, 1895)
  - Lepthoplosternum stellatum Reis & Kaefer, 2005
  - Lepthoplosternum tordilho Reis, 1997
  - Lepthoplosternum ucamara Reis & Kaefer, 2005
- Megalechis Reis, 1997
  - Megalechis picta (Müller & Troschel, 1849)
  - Megalechis thoracata (Valenciennes, 1840)